# 四子棋
四子棋是一種棋具不同於一般二維平面的連棋類遊戲。任何一方先令自己四枚棋子在橫，豎或斜方向聯成一條直線，即可獲勝，有屏風式四子棋、方垛式四子棋、多層式四子棋、蜘蛛四子棋等。

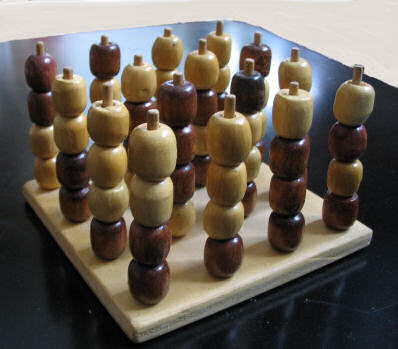
方垛式四子棋
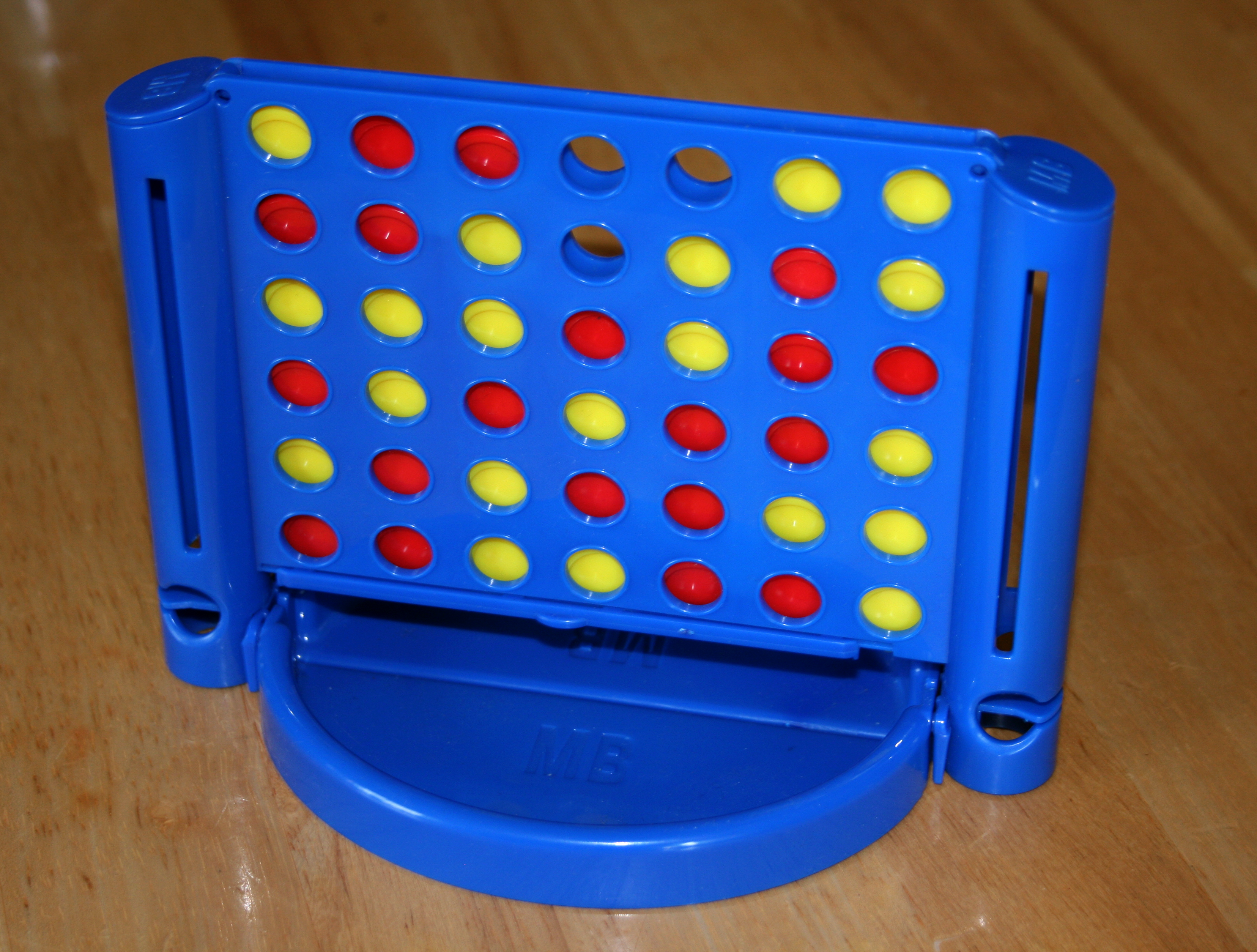
屏風式四子棋
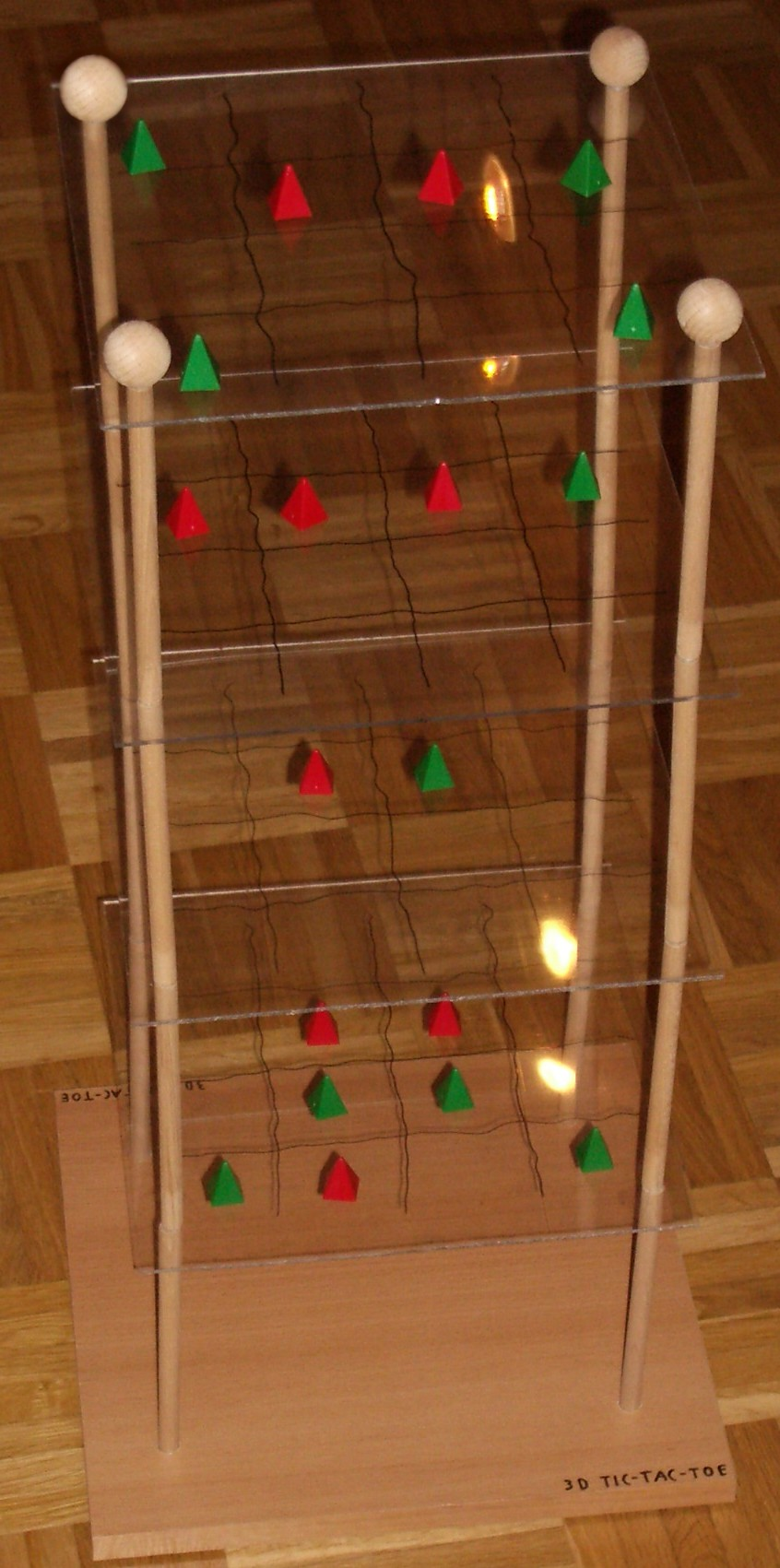
多層式四子棋

1. ↑  . BoardGameGeek.   [2025-05-20] （美国英语）.